# Yıldo
Pour le footballeur né en 1974, voir Ahmet Yıldırım.
Yıldo, de son vrai nom Ahmet Yıldırım Benayyat (né le 18 octobre 1945 à Konya), est un showman turc et ancien footballeur.

## Biographie
Il a un frère appelé Ömer Reşit et un fils appelé Alihan. Il a étudié dans plusieurs villes en Turquie en raison du travail de son père. Il a terminé son éducation à L'académie d'Istanbul des Sciences Economiques et Commerciales (Université Marmara) en 1973. Il appartient de Famille Ben Ayed.
Son nom a été connu dans le monde du sport quand il a battu le record du 400 mètres haies dans le championnat d'athlétisme de la jeunesse turque en 1963. Quand il était étudiant au lycée, il a été transféré à Boluspor comme joueur de football en 1965. Ensuite il a été transféré à Galatasaray comme joueur de volley-ball en 1967. Son surnom (Yıldo) a été donné par son ami  Yavuz Işılay. Après il s'est à nouveau tourné vers le football et a joué à Galatasaray, Istanbulspor K, Sarıyerspor et Gaziantepspor. 
Après le football, il a produit des sachets en plastique. Il était l'un des protagonistes du secteur de sachet en plastique en Turquie durant quelque temps dans les années 1980. En 1993, il a écrit pour Star TV. Il a présenté le jeu appelée « Süper Turnike » sur Star Tv. Après celle-ci, il a commencé à présenter des émissions la nuit à la télévision. Puis la Turquie rencontrée leurs premiers « Showmen ». Il a réussi à attirer l'attention des téléspectatrices turques. Il est à l'origine de l'expression « Kafadan Koparma (interrompant la tête) ». Ceci signifie l'accomplissement du dessus de l'excitation. Cette expression a été écrite dans la langue publique turque comme idiome. Il habite à Istanbul.